# Chiesa di Santa Maria Maggiore (Bonifacio)
La chiesa di Santa Maria Maggiore è una chiesa cattolica in stile romanico che si trova a Bonifacio, nella Corsica del Sud in Francia ed è stato classificato come monumento storico nel 1982.
La chiesa è ubicata nella parte alta di Bonifacio ed è l'edificio più antico della città.
L'esistenza della chiesa è attestata in un documento del 1238, probabilmente fu costruita da maestranze pisane nell'XI secolo, tuttavia la presenza di uno stemma della repubblica di Genova su uno dei portali della chiesa dimostrerebbe che la chiesa successivamente fu rimaneggiata dai genovesi.